# Trapeliopsis percrenata
Trapeliopsis percrenata är en lavart som först beskrevs av William Nylander och fick sitt nu gällande namn av Gotthard Schneider. 
Trapeliopsis percrenata ingår i släktet Trapeliopsis och familjen Trapeliaceae.   Inga underarter finns listade i Catalogue of Life.